# 1690er
Portal Geschichte | Portal Biografien | Aktuelle Ereignisse | Jahreskalender | Tagesartikel

◄ |
16. Jh. |
17. Jahrhundert
| 18. Jh. | ►

◄ |
1660er |
1670er |
1680er |
1690er
| 1700er | 1710er | 1720er | ►

1690 |
1691 |
1692 |
1693 |
1694 |
1695 |
1696 |
1697 |
1698 |
1699

## Ereignisse
- 1688 bis 1697 Pfälzischer Erbfolgekrieg: Zunächst nur gegen den Deutschen Kaiser gerichtet, kämpft Frankreich später gegen eine Allianz von Großbritannien, Schweden, Spanien, Savoyen und den Niederlanden. Frankreich geht stark geschwächt aus dem Kampf hervor, Beginn der Machtverlagerung in Richtung Großbritanniens, entscheidender Wegbereiter für den Spanischen Erbfolgekrieg.
- 1699 – Die Türken verlieren infolge des Großen Türkenkrieges im Frieden von Karlowitz Ungarn und Siebenbürgen an Österreich. Österreich wird europäische Großmacht.

## Persönlichkeiten
- Ludwig XIV., König von Frankreich und Navarra
- Leopold I., Kaiser des Heiligen Römischen Reiches Deutscher Nation, König von Ungarn, König von Böhmen
- Karl II., König von Spanien
- Friedrich I., Kurfürst und Herzog von Brandenburg-Preußen
- Innozenz XII., Papst
- Peter I., Zar in Russland
- Maria II., Königin von England, Schottland und Irland
- Wilhelm III., König von England, Schottland und Irland
- Higashiyama, Kaiser von Japan
- Kangxi, Kaiser von China